# فايري تايل: 100 عام من السعي
فايري تايل: 100 عام من السعي هي سلسلة مانغا يابانية من تأليف هيرو ماشيما وهي تتمة لسلسلة فايري تايل.نشرت من قبل كودانشا منذ 25 يوليو 2018،تم الأعلان عن عمل مسلسل أنمي مقتبس من المانغا.